# Johann Bernhard von Gemmingen
Johann Bernhard von Gemmingen (* 15. März 1656; † 23. Juli 1723 in Presteneck) war Baden-Durlachscher Hofrat und Oberhofmeister des Erbprinzen und späteren Markgrafen Karl Wilhelm, dem er über 30 Jahre diente.

## Leben
Johann Bernhard entstammte dem Zweig Bürg-Presteneck der Freiherren von Gemmingen und war ein Sohn des Achilles Christoph von Gemmingen (1619–1676) aus dessen dritter, 1655 geschlossener Ehe mit Amalie von Mentzingen. Er wurde zunächst vom Vater erzogen und studierte dann in Straßburg. 1686 ernannte ihn Markgraf Friedrich Magnus von Baden-Durlach zum Hofrat und Kammerjunker. Außerdem wurde er Aufseher des Erbprinzen Karl Wilhelm, erhielt jedoch die Auflage, trotz dieser Verpflichtung die Ratssitzungen so wenig wie möglich zu versäumen. 1690 war er als Oberhofmeister des Kronprinzen mit diesem in Lausanne und Genf.
Sein Halbbruder Hans Gottlieb von Gemmingen nahm 1690 nach dem Tod von zwei weiteren Halbbrüdern den Familienbesitz in Bürg in Anspruch, wogegen Johann Bernhard von Genf aus protestierte. Im Mai 1691 drangen Soldaten ins Schloss Bürg ein und erstachen Hans Gottlieb von Gemmingen. Als Anstifter des Mordes hat man Johann Bernhard beschuldigt, so dass eine kaiserliche Kommission gegen ihn eingesetzt wurde.
1692 begleitete Johann Bernhard den Kronprinzen nach Utrecht, 1693 nach England und 1694 nach Italien, wo sie die Belagerung von Casal erlebten und bei einem Erdbeben nahezu von einem einstürzenden Haus erschlagen worden wären. Im selben Jahr 1694 wurde Johann Bernhard Inspektor und Verweser des Oberamts Rötteln. 1695 begleitete er den Prinzen auf einer Reise nach Rom. 1697 begleitete er die Herzogin Augusta Maria und ihre Kinder bei einer Reise an den württembergischen Hof. 1699 wurde er zum Geheimrat ernannt. 1704 schloss er in Kiel die Heiratsverträge zwischen Christian August von Schleswig-Holstein-Gottorf und der Baden-Durlachschen Prinzessin Albertine Friederike. 1708 war er erneut in Lausanne, um den württembergischen Erbprinzen Friedrich Ludwig, einen Enkel des Markgrafen, vor dem Einfluss der Wilhelmine von Grävenitz in Schutz zu nehmen. Nach dem Tod von Markgraf Friedrich Magnus 1709 begann das Haus Baden-Durlach mit einer verschwenderischen Haushaltsführung, der Johann Bernhard von Gemmingen erfolglos mit dem Rat zur Sparsamkeit begegnete. 1712 bat er um seine Entlassung, doch Markgraf Karl wollte auf seinen ihm seit über zwei Jahrzehnten zur Seite stehenden Diener nicht verzichten und kam erst 1717 einer neuerlichen Bitte um Entlassung nach.
Johann Bernhard verlebte seinen Ruhestand in Presteneck. Er ist gemeinsam mit seiner Gattin in der Kirche von Bürg bestattet.
Bei der Erbteilung 1724 teilten seine Söhne Reinhard und Casimir die zuvor gemeinsam mit ihrem Onkel Eberhard (1674–1741) verwalteten Güter in Bürg und Presteneck, wobei den Brüdern Bürg zufiel. Nach dem frühen Tod Reinhards 1726 war der allein übrig gebliebene Sohn Casimir Alleinbesitzer von Bürg. Der Familienzweig setzte sich noch wenige Generationen fort und starb 1851 im Mannesstamm aus, der Besitz kam an andere Zweige der Familie.

## Familie
Johann Bernhard von Gemmingen war mit Maria Agatha von Bettendorff (1663–1733) verheiratet. Aus der Verbindung gingen zwölf Kinder hervor, von denen jedoch nur wenige das Erwachsenenalter erreichten und nur drei ihn überlebten.
Nachkommen:
- Johanna Friederika (1696–1719) ⚭ 1716 Friedrich von Weiler zu Weiler
- Maria ⚭ Christoph von Weiler zu Lichtenberg
- Reinhard (1699–1726), starb jung als kaiserlicher Hauptmann in Belgrad an hitzigem Fieber
- Casimir (1697–1769) ⚭ Eberhardine Luise von Wallbronn (1701–1762)